# Barby (Engeland)
Barby is een civil parish in het bestuurlijke gebied Daventry district, in het Engelse graafschap Northamptonshire met 2336 inwoners.